# Arvidas Juozaitis
Arvidas Juozaitis, född 18 april 1956 i Vilnius, är en litauisk filosof och politiker och en före detta sovjetisk simmare.
Han blev olympisk bronsmedaljör på 100 meter bröstsim vid sommarspelen 1976 i Montréal.